# Batovo
Batovo (in lingua russa Батово) è una città della Russia, sul fiume Oredež, nell'Oblast' di Leningrado.
Batovo fu fondata nel 1770.